# Theresa Kachindamoto
Theresa Kachindamoto (districte de Dedza, Malawi, c. 1959) és una política malawiana, coneguda pel seu activisme en l'educació de les noies i dels nois i per la seva lluita contra els matrimonis precoços. Ha fet anul·lar 850 matrimonis precoços, dels quals més de 300 al seu districte, guanyant així una fama internacional.

## Context
Malawi és un dels països més pobres del món, hi ha una taxa d'infecció del VIH qui correspon al 10% de la població. Una enquesta de les nacions unides que data del 2012 informa que més de la meitat de les noies de Malawi s'havien casat abans dels 18 anys per portar diners a la seva família, posant el país entre els que tenen la taxa de matrimonis precoços més elevada del món.
La taxa de matrimoni precoços era molt elevada sobretot a les zones rurals on certes filles patien també rituals d'iniciació sexual.
Theresa Kachindamoto ha doncs militat perquè la prohibició del matrimoni precoç  estigui escrita al codi civil. Al 2015, Malawi ha aprovat una llei prohibint el matrimoni abans dels 18 anys.
La constitució i les autoritats tradicionals autoritzen tanmateix encara el matrimoni precoç si els parents estan d'acord.